# لورا (اسم)
لورا (بالإنجليزية: Laura)‏ هو اسم علم شخصي مؤنث من أصل لاتيني ومعناه أكليل أو تاج الغار.

## الشخصيات
- لورا ريستريبو صحفية كولومبية
- لورا أبو أسعد ممثلة سورية فلسطينية
- لورا بوش سيدة أولى أمريكية
- لورا إسكيبيل روائية مكسيكية
- لورا أوستربيرغ كالماري لاعبة كرة قدم فنلندية
- لورا أشلي سيدة أعمال ويلزية
- لورا ألين ممثلة أمريكية
- لورا ألونسو مغنية إسبانية
- لورا أداني ممثلة إيطالية
- لورا أبريل متسابقة دراجات هوائية كولومبية
- لورا أوبريا مجدفة رومانية
- لورا أولتين بريستافيتا لاعبة كرة يد رومانية
- لورا انطونيلي ممثلة إيطالية
- لورا هادوك ممثلة إنجليزية
- لورا الطنطاوي مصورة مصرية إنجليزية
- لورا إنغالز وايلدر روائية أمريكية
- لورا إينيس ممثلة ومخرجة أمريكية
- لورا إستير لاعبة كرة ماء إسبانية
- لورا إيكمان ممثلة إنجليزية
- لورا إليزوندو ملكة جمال وعارضة أزياء مكسيكية
- لورا انغرام صحفية ومذيعة ومحامية أمريكية
- لورا آشلي صامويلز ممثلة أمريكية
- لورا آن كيسلينغ ممثلة أمريكية
- لورا برانيجان ممثلة أمريكية
- لورا بريبون ممثلة أمريكية
- لورا بايلي ممثلة ومؤدية صوت أمريكية
- لورا باسي فيزيائية إيطالية
- لورا بولدريني سياسية ودبلوماسية وصحفية إيطالية
- لورا بريدجمان معلمة أمريكية
- لورا باوزيني مغنية إيطالية
- لورا بريكينريدغ ممثلة أمريكية
- لورا بيتي ممثلة وكاتبة سيناريو إيطالية
- لورا بويتراس مخرجة أمريكية
- لورا بوس تيو لاعبة كرة مضرب إسبانية
- لورا بوينو عداءة إسبانية
- لورا بوبا لاعبة كرة يد رومانية
- لورا باش ممثلة دنماركية
- لورا باسيت لاعبة كرة قدم إنجليزية
- لورا بارتليت لاعبة هوكي حقل اسكتلندية
- لورا بيرن ممثلة فنلندية
- لورا بيل باندي ممثلة ومغنية أمريكية
- لورا بيرغ لاعبة كرة لينة أمريكية
- لورا بينانتي ممثلة ومغنية أمريكية
- لورا بيلي مغنية إيطالية
- لورا بينيت مصممة أزياء أمريكية
- لورا بياغوتي مصممة أزياء إيطالية
- لورا بيترس مانشيني شاعرة إيطالية
- لورا تروت متسابقة دراجات هوائية بريطانية
- لورا تايسون اقتصادية أمريكية
- لورا تشيبير لاعبة كرة يد رومانية
- لورا شينشيلا سياسية ورئيسة كوستاريكية
- لورا تانغوي عارضة أزياء وملكة جمال فرنسية
- لورا ثورب لاعبة كرة مضرب فرنسية
- لورا جونسون ممثلة أمريكية
- لورا جورج لاعبة كرة قدم فرنسية
- لورا جين غريس موسيقية أمريكية
- لورا جيوردانو ممثلة ومغنية إيطالية
- لورا جيمس عارضة أزياء أمريكية
- لورا جيل لاعبة كرة سلة إسبانية
- لورا حاييم صحفية فرنسية إسرائيلية
- لورا خليل مغنية لبنانية
- لورا خباز ممثلة لبنانية
- لورا ديرن ممثلة أمريكية
- لورا ديكر بحارة نيوزلندية
- لورا دونيلي ممثلة أيرلندية شمالية
- لورا درايفس ممثلة ومغنية أمريكية
- لورا دي بوير ممثلة هولندية
- لورا ديفون ممثلة ومغنية أمريكية
- لورا دوندوفيتش عارضة أزياء أسترالية
- لورا ريجان ممثلة كندية
- لورا روبسون لاعبة كرة مضرب أسترالية
- لورا رمزي ممثلة أمريكية
- لورا رايت ممثلة أمريكية
- لورا ريتشاردسون سياسية وسيدة أعمال أمريكية
- لورا ريزوتو مغنية وموسيقية برازيلية
- لورا زاباتا مغنية وممثلة مكسيكية
- لورا زونيغا عارضة أزياء وملكة جمال مكسيكية
- لورا سان جياكومو ممثلة أمريكية
- لورا سبنسر ممثلة أمريكية
- لورا سميت ممثلة ومغنية فرنسية
- لورا سيرون ممثلة مكسيكية
- لورا سيجموند لاعبة كرة مضرب ألمانية
- لورا سانشيز عارضة أزياء وممثلة إسبانية
- لورا سانشيز غطاسة مكسيكية
- لورا سوليفان صحفية أمريكية
- لورا شياتي مغنية وعارضة أزياء أمريكية
- لورا شتاينباخ لاعبة كرة يد ألمانية
- لورا غونزاليز ممثلة وعارضة أزياء كولومبية
- لورا غاليغو غارسيا كاتبة قصص أمريكية
- لورا غرينوود ممثلة إنجليزية
- لورا غريفز فارسة أمريكية
- لورا غلوسر لاعبة كرة يد فرنسية
- لورا غوندرسن ممثلة نرويجية
- لورا غودوي عارضة أزياء وملكة جمال غواتيمالية
- لورا غونسالفيس عارضة أزياء وملكة جمال برتغالية
- لورا فريزر ممثلة اسكتلندية
- لورا فليسيل سياسية ووزيرة ومبارزة سيف فرنسية
- لورا فاندرفورت ممثلة كندية
- لورا فاسيليو ممثلة رومانية
- لورا فان دن بيرغ روائية أمريكية
- لورا فان دير هيدين لاعبة كرة يد هولندية
- لورا كريستنسن ممثلة دنماركية
- لورا كيلي ممثلة ومغنية إنجليزية
- لورا كايوويت ممثلة أمريكية
- لورا كارميشل ممثلة إنجليزية
- لورا كاردوسو ممثلة برازيلية
- لورا كارو مغنية مكسيكية
- لورا ليني ممثلة أمريكية
- لورا لوبيز صحفية بريطانية
- لورا لوبيز لاعبة كرة ماء إسبانية
- لورا لودويغ لاعبة كرة طائرة شاطئية ألمانية
- لورا لويس لاعبة كرة قدم برتغالية
- لورا لونغاويروفا عارضة أزياء وملكة جمال سلوفاكية
- لورا لوبيز لاعبة كرة ماء إسبانية
- لورا مورانتي ممثلة إيطالية
- لورا مولفي منتجة أفلام بريطانية
- لورا ماركس ناشطة شيوعية ألمانية
- لورا مانسينيلي روائية إيطالية
- لورا مارانو ممثلة ومغنية أمريكية
- لورا مرسيني-هوتون فيزيائية أمريكية
- لورا ميلر ممثلة أمريكية
- لورا مارلينغ مغنية إنجليزية
- لورا مونتويا راهبة وقديسة كولومبية
- لورا مونتالفو لاعبة كرة مضرب أرجنتينية
- لورا مانا ممثلة إسبانية
- لورا مارش لاعبة كريكت إنجليزية
- لورا نادر عالمة إنسانيات أمريكية لبنانية
- لورا نيكولز لاعبة كرة سلة أمريكية
- لورا نيفا ممثلة وعارضة أزياء برازيلية
- لورا هارينج ممثلة وملكة جمال أمريكية
- لورا هلنبراند روائية أمريكية
- لورا هوب كروز ممثلة أمريكية
- لورا هارينجتون ممثلة أمريكية
- لورا هيدالغو ممثلة أرجنتينية
- لورا هودجز لاعبة كرة سلة أسترالية
- لورا هارير ممثلة وعارضة أزياء أمريكية
- لورا ويلكينسون غطاسة أمريكية
- لورا ويسبيكار ممثلة فرنسية
- لورا يانسن عازفة بيانو أمريكية

### شخصيات خيالية
- لورا كيني شخصية مارفل